# کوه ولل
کوه ولل (به لاتین: Mount Welel) یک کوه در اتیوپی است که در Mirab Welega Zone, Oromia Region, Ethiopia واقع شده‌است. کوه ولل ۳٬۳۰۱ متر بالاتر از سطح دریا واقع شده‌است.